# Масерис (Удине)
Масерис је насеље у Италији у округу Удине, региону Фурланија-Јулијска крајина.
Према процени из 2011. у насељу је живело 81 становника. Насеље се налази на надморској висини од 757 м.